# Titania S.A.

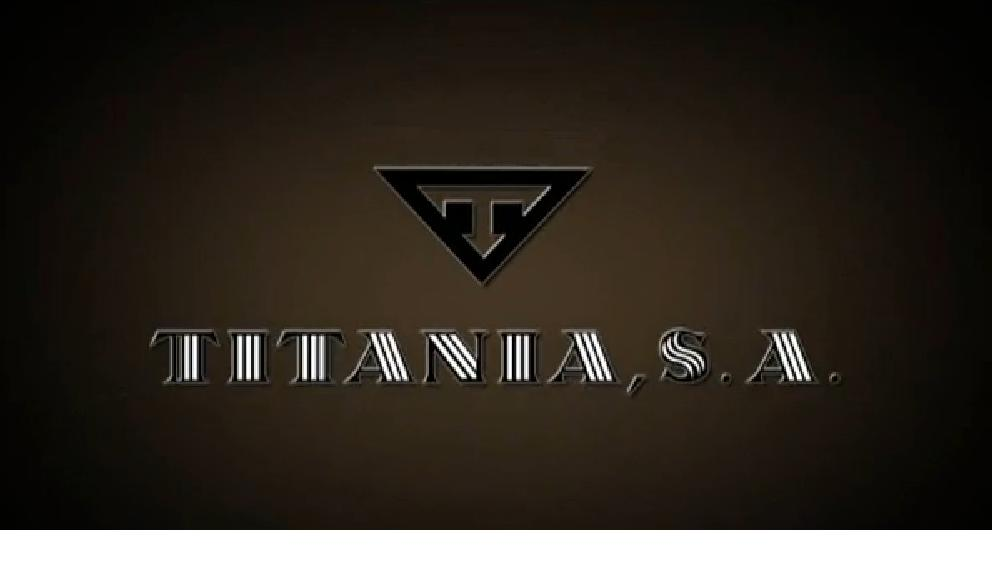
Logotipo de Titania S.A.

Titania S.A. fue una empresa minera gallega creada en 1936 y extinguida en los años 1960. La mina fue descubierta en 1935 por Isidro Parga Pondal, y en la empresa participaron los hermanos Fernández López, conocidos como los Hijos de Antón de Marcos, poderosos industriales de la época. La empresa se dedicó a la explotación del titanio en Balarés, en la provincia de La Coruña. Dicha mina supuso un gran apoyo económico a la vida de la comarca de Corme y Lage en la dura posguerra española. Disponía de economato, buenos sueldos para la época -aunque no comparables con los que se obtenían en Francia o Alemania- y condiciones laborales dignas. 
No está bien documentado el uso que se le daba al titanio. En la playa de Balarés se construyó un puerto que aún hoy se puede ver, y que al agotarse la mina se utilizó para el contrabando de tabaco, azufre y wolframio.

## Fuente
- Mandiá, D., El País, Los años del titanio (2010)

- Datos: Q6147465